# Torneo WTA de San Petersburgo 2020
El St. Petersburg Ladies Trophy 2020 fue un evento de tenis de la WTA Premier, se disputó en San Petersburgo (Rusia) en el Sibur Arena y en cancha dura bajo techo, desde el 10 al 16 de febrero de 2020.

## Distribución de puntos
| Modalidad           | Campeón | Finalista | Semifinal | Cuartos de final | 3ª ronda | 2ª ronda | 1ª ronda | Clasificados | 2ª ronda de clasificación | 1ª ronda de clasificación |
| Individual femenino | 470     | 305       | 185       | 100              | 55       | 30       | 1        | 25           | 13                        | 1                         |
| Dobles femenino     | 470     | 305       | 185       | 100              | 1        | -        | -        | -            | -                         | -                         |

## Cabezas de serie

### Individuales femenino
| Tenista             | Ranking | Preclasificada |
| Belinda Bencic      | 5       | 1              |
| Kiki Bertens        | 8       | 2              |
| Petra Kvitová       | 11      | 3              |
| Johanna Konta       | 14      | 4              |
| Markéta Vondroušová | 17      | 5              |
| Maria Sakkari       | 21      | 6              |
| Donna Vekić         | 23      | 7              |
| Elena Rybakina      | 25      | 8              |

- Ranking del 3 de febrero de 2020.

### Dobles femenino
| Tenista                           | Ranking | Preclasificada |
| Shuko Aoyama Ena Shibahara        | 53      | 1              |
| Lyudmyla Kichenok Nadiia Kichenok | 68      | 2              |
| Kaitlyn Christian Alexa Guarachi  | 108     | 3              |
| Hayley Carter Sharon Fichman      | 121     | 4              |

## Campeones

### Individual femenino
Kiki Bertens venció a  Elena Rybakina por 6-1, 6-3

### Dobles femenino
Shuko Aoyama /  Ena Shibahara vencieron a  Kaitlyn Christian /  Alexa Guarachi por 4-6, 6-0, [10-3]